# Filosofia della mente
(Thomas H. Huxley, Lessons in Elementary Physiology, pag. 193, MacMillan, London, 1866)

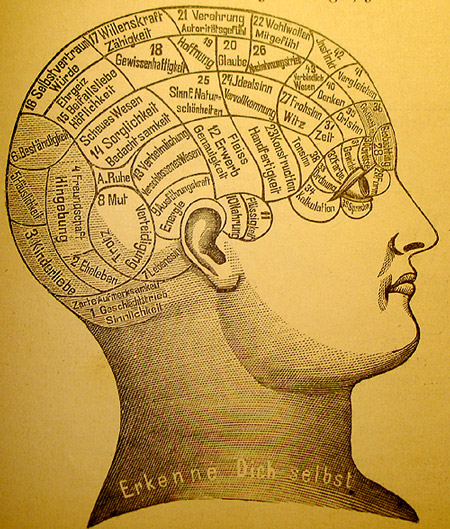
Una mappa frenologica del cervello (Oliver Elbs, Neuro-Esthetics: Mapological foundations and applications (mappa 2003), Monaco 2005). La frenologia ha tentato fin dai primordi di correlare le funzioni mentali con parti specifiche del cervello

La filosofia della mente è lo studio filosofico della mente, degli atti, della coscienza e delle funzioni mentali e delle loro relazioni con il cervello, il corpo e il mondo esterno. La filosofia della mente si addentra nelle questioni di fondo e nei problemi metodologici che stanno dietro la ricerca scientifica sulla mente, usando sia il metodo speculativo (attraverso esperimenti mentali), sia tenendo conto dei risultati ottenuti nella ricerca empirica e strumentale, che oggi può avvalersi della PET, la tomografia ad emissione di positroni, e della fMRI, la risonanza magnetica funzionale per immagini.
Secondo Jaegwon Kim, la filosofia della mente è quella branca della filosofia che studia l’ontologia e la natura della mente ma soprattutto la sua relazione con il corpo. Ed è proprio questo paradigma, detto problema mente-corpo, al centro del dibattito filosofico, anche se i filosofi della mente si sono spesso cimentati a discutere di altri paradigmi, come ad esempio il problema della coscienza (distinto tra problema facile e problema difficile) e l’ontologia e natura degli stati mentali.

## Storia
Un esponente di spicco della prospettiva anti-sostanzialista è stato George Berkeley, vescovo anglicano e filosofo del XVIII secolo. Molto brevemente, Berkeley sosteneva che la materia non esiste, e che ciò che gli uomini percepiscono come mondo materiale non è nient'altro che un'idea nella mente di Dio. Più dettagliatamente, Berkeley non rifiutava l'ipotesi dell'esistenza del mondo fisico (la materia prima detta), ma rifiutava l'ipotesi che il mondo fisico esistesse come oggetto indipendente dal pensiero, come era stato invece postulato da Cartesio. Secondo Berkeley, il mondo fisico esiste come oggetto indipendente solo dal pensiero di Dio, ma non dalla sua mano, in quanto ne è stato l'unico creatore.
La mente umana è una pura manifestazione dell'anima . In altre parole, Berkeley distingueva tra idee e pensieri. Le idee non derivano da oggetti e relazioni tra oggetti che apprendiamo osservando il mondo fisico esterno, ma sono idee che ci derivano direttamente da Dio. Le idee e i pensieri (questi ultimi generati dalla nostra mente per potere manipolare le idee) sono l'unica realtà materiale e oggettiva di cui possiamo fare esperienza.
Sono pochi i filosofi disposti oggi ad accettare una prospettiva così estrema, ma l'idea che la mente umana abbia una natura o un'essenza diversa e più alta del mero insieme delle operazioni del cervello, continua ad incontrare un largo consenso.
Secondo alcuni, la dottrina di Berkeley è stata attaccata e demolita da Thomas Henry Huxley  ), biologo del XIX secolo, allievo di Charles Darwin, che sostenne i fenomeni della mente essere di un unico genere, e spiegabili esclusivamente a partire dai processi cerebrali, in pratica la stessa cosa che sosteneva Berkeley.
Huxley è vicino a quella scuola di pensiero materialista della filosofia inglese facente capo a Thomas Hobbes, che sosteneva nel XVII secolo che ogni evento mentale ha il suo fondamento fisico, sebbene le conoscenze biologiche dell'epoca non gli consentissero di individuare con precisione tali basi fisiche. Huxley conciliò la dottrina di Hobbes con quella di Darwin, dando così luogo alla moderna prospettiva materialista (o funzionalista) .
Tuttavia è bene evidenziare che il pensiero di Thomas Henry Huxley non trova spazio all'interno della filosofia della mente, non avendo egli proposto ipotesi e/o teorie e/o riflessioni riconducibili all'interno di questo paradigma.
Questa linea di pensiero è stata rinvigorita dalla costante espansione della conoscenza circa le funzioni del cervello umano. Nel XIX secolo non era possibile affermare con certezza in che maniera il cervello svolga certe funzioni quali ad esempio la memoria, l'emozione, la percezione e la ragione, e ciò lasciava ampio spazio alle teorie sostanzialistiche e metafisiche della mente. Ma ogni progresso nello studio del cervello rendeva queste posizioni sempre meno salde, fino al punto in cui è diventato innegabilmente chiaro che tutte le componenti della mente hanno la propria origine nel funzionamento del cervello.
Il razionalismo di Huxley, in ogni caso, è stato scosso all'inizio del XX secolo dalle idee di Sigmund Freud , che sviluppò una teoria dell'inconscio, sostenendo che i processi mentali di cui gli uomini sono soggettivamente coscienti non costituiscono che una piccola parte dell'intera attività mentale. Tale teoria può anche essere considerata come una ripresa dell'idea sostanzialistica in chiave secolare . Sebbene Freud non abbia mai negato che la mente sia una funzione del cervello, sostenne che la mente ha una coscienza sua propria della quale non siamo coscienti, che non possiamo controllare e alla quale è possibile accedere solo tramite la psicoanalisi (ed in particolare tramite l'interpretazione dei sogni) . La teoria dell'inconscio di Freud, sebbene impossibile da dimostrare empiricamente, e quindi tutt'altro che dimostrata scientificamente, è stata ampiamente assorbita nella cultura occidentale ed ha fortemente influenzato la rappresentazione comune della mente  .

### Il punto di vista del pensiero indiano
Mentre in Occidente è prevalsa a partire da Cartesio e almeno sino al XIX secolo la prospettiva dualista (con la sola eccezione di Spinoza per il quale "Dio = Mente" e "Mente = Uno-Tutto = Natura), nelle culture dell'Oriente prevale la visione olistica di una mente-anima globale, l'Ātman, riflessa nella mente degli uomini come Jivatman. Questa prospettiva della mente, nel pensiero filosofico orientale, caratterizza il corso completamente differente del pensiero orientale rispetto a quello occidentale.
All'interno di esso spicca il pensiero buddhista, secondo cui la mente non è un'entità, e nemmeno un sistema che esercita funzioni, ma piuttosto un processo, e quindi è definita anche come "mentale". La mente (o "il mentale") secondo tale pensiero è un ponte tra anima (parte eterna dell'individuo) e corpo (parte mortale dell'individuo), a questo è dovuto il suo "irrequieto" movimento per unire due parti impossibili da unire tra loro, ossia l'assoluto e la morte.
Secondo il Buddhismo, la mente è un flusso di singoli istanti di esperienza consapevole e chiara. Nella sua condizione non illuminata, la mente esprime le proprie qualità quali pensieri, percezioni e ricordi grazie alla consapevolezza. La sua vera essenza illuminata è libera dall'attaccamento ad un sé e si sperimenta inseparabile dallo spazio come consapevolezza aperta, chiara ed illimitata.

### Natura della mente: dibattito attuale
I filosofi e gli psicologi restano divisi circa la natura della mente. Alcuni, partendo dalla cosiddetta prospettiva sostanzialista o essenzialista, sostengono che la mente sia una entità a sé, avente probabilmente il proprio fondamento funzionale nel cervello, ma essenzialmente distinta da esso. Quindi un'esistenza autonoma e come tale oggetto d'indagine. Questa prospettiva, facente capo a Platone, è stata successivamente assunta all'interno del pensiero cristiano e in qualche modo radicalizzata da Cartesio.
Nella sua forma estrema, la prospettiva sostanzialista mette insieme con la prospettiva teologica il fatto che la mente sia un'entità completamente separata dal corpo, una manifestazione fisica dell'anima, e che essa sopravviva alla morte del corpo e ritorni a Dio, suo creatore. Altri ancora assumono la prospettiva funzionalista, facente capo ad Aristotele, la quale sostiene che la mente è soltanto un termine utilizzato per motivi di comodità ai fini della rappresentazione di una moltitudine di funzioni mentali che hanno poco in comune tra loro, ma riconoscibili attraverso la coscienza.
La consapevolezza di possedere una mente e di poterne cogliere gli effetti percettivi e cogitativi trova in ogni caso il proprio centro nella coscienza. Gli studiosi distinguono una coscienza primaria o nucleare a cui competono quelle funzioni-base che si esprimono in "consapevolezza del mondo esterno", attraverso la percezione e in "consapevolezza del proprio corpo" attraverso la propriocezione autocoscienza. Tranne il fatto che gli uomini sono tutti coscienti della propria esistenza, i funzionalisti tendono a sostenere che gli attributi che denominiamo collettivamente la “mente” sono strettamente legati alle funzioni del cervello (la mente come attività del cervello) e non hanno esistenza autonoma rispetto a questo. In questa prospettiva la mente è una manifestazione soggettiva dell'esser coscienti: nient'altro che la facoltà del cervello di manifestarsi come coscienza. Il concetto della mente è quindi un mezzo tramite il quale il cervello cosciente comprende le sue stesse operazioni.

## Descrizione
I problemi tradizionali nella filosofia della mente sono capire e definire cos'è l'Io, il suo funzionamento (spesso in termini di concetti come percezione, appercezione, impressione, sensazione, intuizione, pensiero, rappresentazione, immaginazione, memoria, coscienza, autocoscienza, ragione, intelletto, volontà, istinto, inconscio, sentimento, emozione, passione ecc.) e il suo rapporto con il corpo: queste problematiche assieme al problema anima-corpo hanno coperto il dibattito filosofico fino al XX secolo, spesso indirettamente compresi all'interno di ambiti come la metafisica e la gnoseologia, originando a partire dal XIX secolo discipline interamente dedicate come la psicologia e la psicoanalisi. Filosofi che si sono occupati della mente nei suoi vari aspetti sono stati Sant'Agostino, Cartesio, Locke, Spinoza, Leibniz, Kant, Hegel ecc...
Oggi, con le nuove scoperte della neurofisiologia e più in generale delle neuroscienze, tali problematiche si sono specificate nel dualismo mente-cervello, ovvero la dicotomia tra una prospettiva soggettiva, intrapersonale relativa alla sfera della coscienza e autocoscienza (studiata dalla psicologia) ed una strettamente empirico-materialista tipica della scienza e del metodo sperimentale (es. neurologia, psichiatria, neuropsichiatria ecc...). Nella filosofia della mente si vorrebbe risolvere questo problema fondamentale ed arrivare ad una scienza efficace ed esauriente delle componenti funzionali della mente (soprattutto della coscienza) e della loro integrazione operativa.
Negli ultimi due decenni il concetto di mente è andato definendosi in tre posizioni principali, più altre secondarie:
- La mente si caratterizza con proprietà del tutto proprie e il "mentale" deve esser indagato in quanto tale, in sé, senza riduzionismi di sorta alla neurofisiologia (il cervello diventa contenitore di esperienze mentali e psichiche che seguono però leggi proprie della psicologia). Questa è ad esempio la posizione di John Searle e di Hubert Dreyfus.
- La mente sarebbe il prodotto o l'attività del cervello e ad esso riducibile, dimostrabile col fatto che la "mente senza cervello non può esistere". Quindi anche la mente sarebbe oggetto d'indagine della neurofisiologia usando le moderne tecniche d'indagine medico-scientifica che si occupano o degli effetti di lesioni cerebrali localizzate o dell'attivazione differenziale (afflusso di sangue) in regioni specifiche. Sotto questo punto di vista il sintomo della malattia o della disabilità, rintracciabile a livello neurofisiologico nel malfunzionamento o danno del cervello, coincide con la malattia/disabilità stessa ed eliminato il quale (il sintomo e quindi il danno) viene meno anche la malattia o la disfunzionalità. Tale posizione è assunta da Antonio Damasio e trova un'estremizzazione "eliminativista" (la mente non esiste) in Paul e Patricia Churchland[7].
- La mente, in quanto cervello, è una macchina sostanzialmente computazionale, quindi analoga ai computer. Ne nasce un rapporto molto stretto con la intelligenza artificiale (AI) e alimenta gli studi per creare macchine sempre più simili al cervello umano. Con questo obiettivo sono attivi alcuni centri di ricerca USA a cui fa riferimento, per esempio, Daniel Dennett.[8]

Ma la mente, secondo il parere di illustri neurofisiologi come Gerald Edelman, non opera in maniera riduzionistica bensì complessa, ed ogni riduzionismo porta fuori strada. Scrive infatti Edelman: 
(G. Edelman, Sulla materia della mente, Milano, Adelphi, 1993, p. 236)

Ma le tentazioni in tal senso sono forti, perché il ricondurre tutto alla fisiologia o alle analogie con la intelligenza artificiale semplifica enormemente il problema e soprattutto ne permette una visione sistemica ed univoca, cosa ritenuta impossibile dagli avversari del riduzionismo, i non riduzionisti, appunto. Un altro prestigioso neurofisiologo come Joseph LeDoux sottolinea come la mente umana non sia assolutamente concepibile come una macchina perché esprime dei sentimenti: 
(J. Le Doux, Il sé sinaptico, Milano, RaffaelloCortina, 2002, p. 34)

Contro tale posizione riduzionistica si era già espresso significativamente John Searle, tendente a vedere la natura della mente biologica priva di alcun rapporto con quella computazionale, né riducibile a fisiologia pura, che sosteneva: 
(J. Searle, Mente, cervello, intelligenza, Milano, Bompiani, 1987, p. 216)
La filosofia della mente che tiene conto delle evidenze della ricerca scientifica e sperimentale come dati primari, mette questi in relazione con la riflessione filosofica, in modo tale da fornire sempre nuove indicazioni per la sperimentazione in altre discipline connesse come le scienze cognitive che indicano un approccio multidisciplinare ma prevalentemente neurofisiologico e psicologico-sperimentale.
In ogni caso è importante tenere conto che la ricerca neurofisiologica più avanzata resta comunque incapace di andare molto oltre gli aspetti meccanici del pensare e del sentire, quelli che riguardano la generalità del modo di funzionare del cervello del mammifero homo sapiens. L'approccio anti-riduzionista, e che potremmo chiamare olistico, tende invece ad occuparsi dello specifico del mentale, ciò che si lega all'individualità, come i sentimenti e le emozioni intime, restano un campo dove esse, almeno per ora, hanno molto poco da dire all'indagine neurologica. Ciò significa che la filosofia della mente deve avvalersi ancora o di concetti propri della filosofia, o di quelli della psicologia, o della psicoanalisi, debitamente interpretati in senso filosofico.
Il problema mente-corpo, per quanto abbia interessato il pensiero filosofico sin dai primordi, è soltanto uno dei tre approcci entro cui si inquadrano le nuove teorie della mente. Esse nascono con il concorso di acute osservazioni attorno alle teorie storiche del funzionalismo, del computazionalismo e dell'intelligenza artificiale. Possiamo dunque individuare le tre seguenti linee di ricerca:
- Il problema mente-corpo, che concerne il rapporto tra il soma e la psiche a livello infra-soggettivo;
- Il problema mente-mondo, relativo al rapportarsi di ogni singolo individuo con il contesto di esistenza in cui è inserito;
- Il problema mente-mente, come quello del relazionarsi di una mente alle altre menti ad essa simili sul piano strutturale e funzionale, ma con esigenze e aspettative da poco a molto differenti.

### Problema mente-corpo
Rispetto al problema mente-corpo si possono individuare due grandi filoni: il monismo ed il dualismo. Il primo sostiene che l'organismo umano si presenti come un'unica realtà, basata su una sola sostanza fondamentale, di cui sia mente che corpo siano parti differenti ma correlate. Il secondo afferma invece che mente e corpo, essendo sostanzialmente differenti come struttura cellulare, vadano considerati separatamente. In altre parole, i neuroni e soprattutto le sinapsi apparterrebbero a un livello di complessità troppo differente dalle cellule somatiche per essere abbracciati in una visione unitaria. In realtà anche questa tesi non esclude la coniugazione di corpo e mente, semplicemente ritiene che ai fini gnoseologici la fisiologia del corpo sia una cosa, quella del cervello un'altra.
Tuttavia, da un punto di vista storico, il dualismo corpo/mente è stato per lungo tempo visto come un dualismo materia/spirito e il maggior responsabile di ciò è certamente Cartesio, che lo espresse in quello tra res extensa/res cogitans. Questa posizione gnoseologica è stata contestata come erronea da alcuni studiosi della mente dell'ultimo secolo, tra i quali Antonio Damasio, che ha dedicato a questo argomento un intero libro.
Da queste due correnti di fondo si è evoluto un ampio ventaglio di posizioni, agli estremi del quale stanno la visione scientifica riduzionistica e la visione metafisica. Essendo numerosissime le posizioni filosofiche sul problema mente-corpo tra quelle più scientifiche appaiono oggi dominare quelle concernenti due tronconi principali: il fisicalismo o materialismo (riduzionista e non riduzionista), e le dottrine non-fisicaliste, tra le quali spicca quella del Premio Nobel per la medicina Gerald Edelman, che ha proposto la "Groups Neuronal Selection Theory", comunemente indicata come darwinismo neurale.

I filosofi contemporanei hanno abbandonato il dualismo ontologico in favore di un meno impegnativo dualismo delle proprietà o delle funzioni, in base al quale mente e corpo non sono due sostanze separate, ma compenetrate e coniugate funzionalmente. Possono quindi esser visti anche come "stati esperienziali" di un organismo polifunzionale, tali da poter fare una distinzione tra due tipi di stati: gli stati fisiologici o cerebrali, legati alle strutture neurologiche della sensibilità corporea, e gli stati mentali, quelli che concernono più specificamente le emozioni, i sentimenti e l'elaborazione del pensiero. Si è occupato di questo problema Edoardo Boncinelli, facendo una distinzione tra neurostato come fenomeno cerebrale e psicostato come fenomeno mentale. Ha scritto: 
(E.B oncinelli, Il cervello, la mente e l'anima, Milano, Mondadori, 1999, p. 235)
Schematicamente i quesiti aperti sono i seguenti:
- Cos'è uno stato mentale?
- Che rapporto c'è tra uno stato mentale e uno stato cerebrale?
- Come può il cervello dare luogo a stati mentali?

Le risposte a questi interrogativi variano al variare della concezione che si abbraccia del mondo, della causa, della natura della mente, del cervello, ecc. Edoardo Boncinelli, e numerosi altri con lui, ne fa una questione di tempi e di complessità, vedendo il cerebrale come il semplice e primario, il mentale come il complesso e secondario. Così lo spiega: 
(E. Boncinelli, Il male, Milano, Mondadori, 2007, p. 25)

### Orientamenti teorici e correnti
Gli studi sulla mente e le teorie relative si sono moltiplicati dal 1956, anno in cui si è tenuto al Massachusetts Institute of Technology (MIT) di Boston un simposio sulla mente nei suoi aspetti funzionali, vista come una possibile struttura informazionale. Con ciò veniva posto il problema delle analogie tra il funzionamento della mente umana e quello dei computer. Il portare l'attenzione non più sul "cos'è" la mente ma su "come funziona" è stato una svolta epocale, che ha portato un ventaglio interpretativo molto vasto nel quale definire correnti e orientamenti; per le continue intersezioni tra questi ultimi, uno studioso può venire collocato in una o in un'altra corrente od essere a cavallo di entrambe.
A parte i fondatori delle varie correnti con conseguente conio di un termine, com'è il comportamentismo da parte di John Watson e il funzionalismo da parte di Hilary Putnam, è sempre molto difficile cogliere uno stretto nesso tra i precursori e i seguaci, tra antecedenti e conseguenti. Per esempio, è indubitabile che il funzionalismo abbia nel comportamentismo un antecedente importante, anche se poi se ne differenzia profondamente, essendo la visione comportamentista semplificata a un meccanismo stimolo-risposta che evocava le risultanze delle ricerche neurofisiologiche di Ivan Pavlov. Quando apparve, nel 1913, il manifesto del comportamentismo da parte di Watson le reazioni furono violente poiché la mente umana veniva ridotta a una macchina nervosa agente secondo automatismi. Ciò risultava intollerabile per chi si rifiutava di considerare il comportamento umano assimilabile a quello di ogni altro animale.
Si può dire che inizia con Watson la divaricazione tra le interpretazioni riduzionistiche della mente e quelle anti-riduzionistiche e che Putnam opera una sorta di conversione del riduzionismo neurofisiologico a quello logico e matematico, che trova poi la sua prosecuzione dalla metà degli anni sessanta del secolo scorso in poi nei riduzionismi computazionalistici ispirati alla intelligenza artificiale. Nasce con Putnam l'idea di guardare alle funzioni cognitive umane e alle strutture cerebrali in analogia con un software supportato da un hardware e questa idea di funzionalismo computazionalista avrà molti seguaci anche dopo che Putnam l'avrà rigettata a metà degli anni ottanta.
Sui due fronti, riduzionista e anti-riduzionista, si confrontano almeno quattro indirizzi:
- quello "computazionalista" che, vedendo il cervello come un organo calcolatore, assume che con l'intelligenza artificiale si possano imitare le funzioni mentali con risultati simili (es: Dennett e Fodor);
- quello "neurologista" che, riducendo la mente alla fisiologia del cervello, annulla il mentale nella elaborazione meccanica dei circuiti cerebrali (es: Churchland);
- quello "mentalista" che nega sia il primo che il secondo rivendicando invece l'autonomia del mentale dal cerebrale (es: Searle);
- quello "evoluzionista" che supera tali indirizzi in una visione evoluzionistica del mentale come epifenomenico del cerebrale (es: Edelman).

## Teorie riduzionistiche

### Comportamentismo
Il comportamentismo rifiuta qualsiasi forma di introspezione, e ritiene che l'unico dato di fatto oggettivo per uno studio scientifico della mente sia il comportamento esteriore. La mente viene effettivamente trattata come una "scatola nera".
- John Watson
- Burrhus Skinner

Filosofi vicini a questa corrente, anche se non comportamentisti a tutti gli effetti, si possono considerare:
- Rudolph Carnap
- Gilbert Ryle
- Wilfrid Sellars

### Funzionalismo computazionalistico
- Hilary Putnam[13]
- Jerry Fodor[14]
- Daniel Dennett[8]
- Douglas Hofstadter

### Teoria dell'Identità
- Ullin Place
- John Jamieson Carswell Smart
- David Armstrong
- Paul Churchland[7]
- Patricia Churchland

## Teorie anti-riduzionistiche

### Olismo
- Aristotele
- Tommaso d'Aquino
- Filosofia scolastica
- Filosofie orientali
- Ken Wilber

### Dualismo
- Karl Popper
- David Chalmers

Teorie dualistiche:
- Interazionismo
- Parallelismo (filosofia della mente)
- Epifenomenismo

### Coscienza e Intenzionalità
- John Searle[15]
- Thomas Nagel[16]
- Hubert Dreyfus[17]

### La ragione emozionata
- Antonio Damasio[18][19]

### Teorie evoluzionistiche
- Gerald Edelman[20][21][22][23]
- Jean-Pierre Changeux[24][25]
- Merlin Donald[26][27]
- David Linden,[28]